# Боднег
Боднег (њем. Bodnegg) општина је у њемачкој савезној држави Баден-Виртемберг. Једно је од 39 општинских средишта округа Равенсбург. Према процјени из 2010. у општини је живјело 3.119 становника. Посједује регионалну шифру (AGS) 8436018.

## Географски и демографски подаци
Боднег се налази у савезној држави Баден-Виртемберг у округу Равенсбург. Општина се налази на надморској висини од 620 метара. Површина општине износи 24,6 km².

## Становништво
У самом мјесту је, према процјени из 2010. године, живјело 3.119 становника. Просјечна густина становништва износи 127 становника/km².